# Rogóźno (rejon samborski)
Rogóźno – wieś na Ukrainie w rejonie samborskim należącym do obwodu lwowskiego.